# تومي وتوبينس
تومي وتوبينس (بالإنجليزية: Tommy and Tuppence) تومي وتوبنس هما محققان خياليان، شخصيات متكررة في أعمال الروائية أجاثا كريستي. أسماءهم الكاملة هي توماس بيريسفورد وزوجته برودنس (ني كاولي). كانت المرة الأولى التي ظهر فيها تومي وتوبنس في رواية كريستي العدو الغامض عام 1922. بدأوا حياتهم المهنية في البحث عن المغامرة والمال، وسرعان ما أثبتت حياة التحري أنها مربحة ومثيرة للغاية.

## الروايات التي ظهرت فيها الشخصيتين
- شركاء في الجريمة (مجموعة قصص)
- العدو الغامض (رواية)
- ن أو م؟ (رواية)
- وخز الأصابع (رواية)
- نوازل القدر أو: بوابة المصير (رواية)

وكانت نوازل القدر (بوابة المصير) هي آخر رواية كتبتها أجاثا كريستي عنهما.

## عن الشخصيات
يظهر توبنس كشخص كاريزمي ومندفع وبديهي بينما يكون تومي أقل خيالًا وأقل عرضة للانحراف عن الحقيقة (لأن خصمهم الأول «ليس ذكيًا، ولكن من الصعب أن يعمي عينيه عن الحقائق») وهذا هو سبب إظهارهم كفريق جيد. في هذا الكتاب الأول، العدو الغامض، التقيا بعد الحرب، وأدركا أنه على الرغم من كونهما أصدقاء لمعظم حياتهما، إلا أنهما وقعا الآن في حب بعضهما البعض.
على عكس العديد من الشخصيات البوليسية المتكررة الأخرى، بما في ذلك محققو كريستي المشهورون، تقارب تومي وتوبنس مع العالم الحقيقي، حيث كانا في أوائل العشرينات من العمر في العدو الغامض وفي السبعينيات في بوابة المصير. في ظهورهم المبكر، جرى تصويرهم على أنهم شباب نموذجيون في عشرينيات القرن الماضي، وتتمتع القصص والإعدادات بنكهة أكثر وضوحًا خاصة بالفترة من القصص التي تعرض شخصيات كريستي المعروفة. مع تقدمهم في السن، كُشف عن أنهم ربوا ثلاثة أطفال - توأمان ديبورا وديريك وابنة بالتبني، بيتي. طوال المسلسل، قاموا بتوظيف رجل يدعى ألبرت، ظهر لأول مرة كصبي رافع يساعدهم في العدو الغامض. في المجموعة القصصية شركاء في الجريمة، أصبح ألبرت مساعدهم البائس في وكالة تحقيقات خاصة؛ وبالتالي، كمالك حانة متزوج الآن، يقدم مساعدة حيوية للزوج في رواية ن أو م؟. بواسطة بوابة المصير هو خادمهم وقد أصبح الآن أرملًا. في رواية بوابة المصير لديهم أيضًا كلب صغير اسمه هانيبال.

## ظهور الشخصيتين
في عام 1953، قامت هيئة الإذاعة البريطانية بتكييف برنامج شركاء في الجريمة كمسلسل إذاعي من بطولة ريتشارد أتنبورو وشيلا سيم.
تم تصوير شخصيات تومي وتوبنس على شاشة التلفزيون بواسطة جيمس وارويك وفرانشيسكا أنيس، أولاً في فيلم العدو الغامض 1982، ثم في سلسلة الحلقة العاشرة من شركاء في الجريمة (1983).
عُدلت الرواية في عام 2005 من قبل المخرج الفرنسي باسكال توماس بعنوان «أخبرني اصبعي الصغير». يصور الفيلم أندريه دوسولييه في دور تومي (أعيدت تسميته بيليزير) وكاثرين فروت في دور برودينس بيريسفورد. نُقل الحدث إلى منطقة سافوا في فرنسا. ظهرت الشخصيتان في فيلم ثان، بعنوان «الجريمة هي عملنا»، صدر في عام 2008. سُمي «الجريمة هي عملنا» على اسم شركاء في الجريمة ويقوم ببطولته بيرسفورد إغان.